# كاديو
كاديو (بالإيطالية: Cadeo)‏ هي بلدية في مقاطعة بياتشنزا في إقليم إميليا رومانيا الإيطالي.

## السكان
في سنة 1861 بلغ عدد السكان 2٬931 نسمة، وتطور العدد ليصل في سنة 2011 لـ 6٬052 نسمة.
يظهر هذا المخطط البياني تطور النمو السكاني لـ كاديو

## أعلام
- تاركوينيو بروفيني
- أوليمبياس كافالي